# Trinity (Florida)
Trinity es un lugar designado por el censo ubicado en el condado de Pasco en el estado estadounidense de Florida. En el Censo de 2010 tenía una población de 10.907 habitantes y una densidad poblacional de 910,73 personas por km².

## Geografía
Trinity se encuentra ubicado en las coordenadas 28°10′51″N 82°39′30″O / 28.18083, -82.65833. Según la Oficina del Censo de los Estados Unidos, Trinity tiene una superficie total de 11.98 km², de la cual 11.98 km² corresponden a tierra firme y (0%) 0 km² es agua.

## Demografía
Según el censo de 2010, había 10.907 personas residiendo en Trinity. La densidad de población era de 910,73 hab./km². De los 10.907 habitantes, Trinity estaba compuesto por el 93.17% blancos, el 1.5% eran afroamericanos, el 0.17% eran amerindios, el 2.88% eran asiáticos, el 0.02% eran isleños del Pacífico, el 0.85% eran de otras razas y el 1.41% pertenecían a dos o más razas. Del total de la población el 5.54% eran hispanos o latinos de cualquier raza.